# Замок Терещенка (заказник)
За́мок Тере́щенка — лісовий заказник місцевого значення в Україні. Розташований у межах Житомирського району Житомирської області, біля села Дениші. 

## Опис
Площа 22,1 га. Статус надано згідно з рішенням Житомирського облвиконкому від 23.12.1991 року № 360. Перебуває у віданні ДП «Житомирське ЛГ» (Тригірське лісництво, кв. 9). 
Створений з метою охорони частини лісового масиву з дубовим насадженням насіннєвого походження віком 130–150 років. Також є залишки корабельного гаю (соснові насадження). 